# Геленџички градски округ
Геленџички градски округ (рус. Муниципальное образование город-курорт Геленджик) административно-територијална је јединица другог нивоа и општинска целина са статусом градског округа смештена у југозападном делу Краснодарске покрајине, односно на југозападу европског дела Руске Федерације. Једна је од седам општина са статусом градског округа у Покрајини.
Административни центар округа и његово највеће и најважније насеље је град Геленџик. 
Према подацима националне статистичке службе Русије за 2018. на територији округа живело је 117.546 становника или у просеку 95,76 ст/км². Површина округа је 1.227,5 км².

## Географија
Геленџички градски округ се налази у југозападном делу Краснодарске покрајине и једна је од шест општинских јединица у покрајини са излазом на црноморску обалу. Са површином територије од 1.227,5 km² једна је од средњих административних јединица у покрајини. Граничи се са територијама Кримског, Абинског и Северског рејона на северу и југоистоку, на северозападу је Новоросијски градски округ, док је на југоистоку Туапсиншки рејон. На југу округ излази на обале Црног мора у дужини од око 102 километра. Обале су високе, стрме и доста разуђене, а у северном делу се налазе Геленџички залив око ког се развио истоимени град и Цемески залив на чијим обалама лежи насеље Кабардинка. 
Рељеф у унутрашњости има брдско-планински карактер и њиме доминирају ивични делови Великог Кавказа (типичан представник су Маркотске планине). Реке су углавном кратких токова, доста су богате водом и теку углавном ка црноморској обали. Највећи водотоци су реке Адербијевка (или Адерба) са Мезибом, Пшада (на којој се налазе Пшадски водопади висине 9 метара) и Вулан. Једина реке која се налази у сливу Кубања и тече ка унутрашњости је Адегој. 
Територијом округа паралелно са обалом пролази деоница националног аутопута „М4 Дон”, једне од најважнијих националних саобраћајница која повезује југ земље са Москвом. 

## Историја
Геленџички градски округ је формиран током 2005. као резултат реформе локалне самоуправе на подручју Краснодарске покрајине, када је подручје града Геленџика обједињено са неколико сеоских општина у јединствену административну целину. 

## Демографија и административна подела
Према подацима са пописа становништва из 2010. на територији округа живело је укупно 91.126 становника, док је према процени из 2018. ту живело 117.546 становника, или у просеку око 95,8 ст/км². По броју становника Новоросијски градски округ заузима 14. место у Покрајини. 
| 1959. | 1970. | 1979. | 1989. | 2002.  | 2010.  | 2018.   |
| ----- | ----- | ----- | ----- | ------ | ------ | ------- |
| —     | —     | —     | —     | 84.532 | 91.126 | 117.546 |

Напомена:* Подаци се односе искључиво на тадашњи Анапски рејон и не укључују град Анапу. 
На територији округа се налази укупно 21 насељено место административно подељена на 4 другостепене општине и територију града Геленџика који је уједно и административни центар округа. Више од 5.000 становника имају још и села Архипо Осиповка (7.800), Кабардинка (око 7.500) и Дивноморскоје (6.400 становника).